# 天神山古墳 (甲府市)
天神山古墳（てんじんやまこふん、天神塚古墳）は、山梨県甲府市下向山町にある古墳。形状は前方後円墳。甲府市指定史跡に指定されている。
山梨県では第2位の規模の古墳で、古墳時代前期頃の築造と推定される。

## 概要
山梨県中部、米倉山東方の丘陵上に築造された大型前方後円墳である。一帯では本古墳のほか甲斐銚子塚古墳・大丸山古墳・小平沢古墳といった有力古墳の築造が知られる。近年に発掘調査が実施されている。
墳形は前方後円形で、墳丘主軸を南北方向として前方部を北方向に向ける。墳丘長は132メートルを測り、山梨県では甲斐銚子塚古墳（甲府市下曽根町、169メートル）に次ぐ第2位の規模になる。墳丘外表では葺石が認められるが、埴輪は認められておらず、初期須恵器を模倣した土師器𤭯が出土されている。墳丘周囲には周溝の存在が推定される。埋葬施設は明らかでない。築造時期は古墳時代前期頃と推定される。
古墳域は2009年（平成21年）に甲府市指定史跡に指定されている。

## 遺跡歴
- 1951-1953年（昭和26-28年）頃、耕作中に土師器𤭯の出土[1]。
- 2009年（平成21年）3月25日、甲府市指定史跡に指定[2]。
- 発掘調査（甲府市教育委員会、2015年に報告書刊行）。

## 墳丘
墳丘の規模は次の通り。
- 墳丘長：132メートル
- 後円部
  - 直径：67メートル
  - 高さ：12メートル
- 前方部
  - 幅：29メートル
  - 高さ：7メートル

## 文化財

### 甲府市指定文化財
- 史跡
  - 天神山古墳 - 2009年（平成21年）3月25日指定[2]。

## 関連文献
（記事執筆に使用していない関連文献）
- 『天神山古墳 -第一次・第二次発掘調査報告書-（甲府市文化財調査報告 78）』甲府市教育委員会、2015年。